# Friedrich Amann
Friedrich Amann (latinisiert Fridericus; † 1465 in Regensburg) war ein deutscher Benediktiner, Mathematiker und Astronom des 15. Jahrhunderts.
Über Amanns Herkunft war bis vor Kurzem wenig bekannt. Er ist nicht, wie vermutet wurde, mit einem Fridericus Ammon de Wysenfelt (vielleicht Waischenfeld in Oberfranken) identisch, der 1427 an der Universität Leipzig immatrikulierte, sondern stammt, wie von Scharf urkundlich nachgewiesen werden konnte, aus dem Ort Hohengebraching (Gemeinde Pentling) bei Regensburg.
Amann verfasste in den Jahren zwischen 1445 und 1465 in der Benediktinerabtei St. Emmeram in Regensburg eine Reihe von Schriften, die sich zum Teil mit Fragen der Mathematik, Astronomie und Geographie befassten. Inwiefern er als Autor oder eher als Kompilator zu sehen ist, bleibt allerdings unklar.
Eine dieser Schriften ist der Codex latinus Monacensis (Clm) 14908 von 1461. Diese Sammelhandschrift enthält einen Text, der als das erste Lehrbuch der Algebra in deutscher Sprache gilt. Amann beschreibt darin die Auflösung der sechs auf Al-Chwarizmi zurückgehenden Typen linearer und quadratischer Gleichungen. Die Schrift beginnt mit den Worten „Machmet [Al-Chwarizmi] in dem puech algebra vnd almalcobula hat gespruchet diese wort: Census, radix, numerus.“ Amann geht also davon aus, dass Al-Chwarizmi diese Begriffe eingeführt hätte.
Amanns Schriften wurden versehentlich dem gleichzeitig in St. Emmeram lebenden Mönch Friedrich Gerhart zugeschrieben, da beide Religiosen meist nur als frater fridericus in den Manuskripten und Urkunden erscheinen.
Da Amann in einigen Handschriften mit vollem Autorennamen in Kolophonen aufscheint, konnten durch Vergleich der Handschrift die mathematisch-astronomischen Texte jedoch sämtlich ihm zugeordnet werden.
Er ist der Verfasser der mathematisch-astronomischen Texte in Clm 14111, 14504, 14583, 14622, 14783, 14908. Auch die theologischen Texte in Clm 14670, 14786, 14808, 14940, 14952 und 14969 stammen von ihm.
Die Handschriften befinden sich heute in der Bayerischen Staatsbibliothek in München.